# Tom Freund
Pour les articles homonymes, voir Freund.
Tom Freund, né le 28 août 1968, est un auteur compositeur interprète américain né à New York. Il a notamment travaillé avec Ben Harper. Il s'accompagne souvent lui-même à la guitare au piano ou encore à la contrebasse.

## Discographie
- Pleasure and Pain (1992) (édition limitée vinyl avec Ben Harper)
- North American Long Weekend (1998)
- L.A. Fundamentalist Music (2000)
- Sympatico (2001)
- Copper Moon (2004)
- Sweet Affection (2005)
- Collapsible Plans (2008)